# Daggyai Co
Daggyai Co (kinesiska: Dajia Cuo, 打加错, 达杰错) är en sjö i Kina. Den ligger i den autonoma regionen Tibet, i den sydvästra delen av landet, omkring 530 kilometer väster om regionhuvudstaden Lhasa. 
Genomsnittlig årsnederbörd är 768 millimeter. Den regnigaste månaden är juli, med i genomsnitt 199 mm nederbörd, och den torraste är november, med 12 mm nederbörd.